# Cardiff Railway
Die Cardiff Railway war eine Eisenbahngesellschaft in Südwales.
Am 25. Juni 1886 wurde die Bute Docks Company gegründet. Die Gesellschaft betrieb mehrere Strecken in den Bute Docks in Cardiff. Die Taff Vale Railway (TVR) versuchte 1888, die Bude Docks Company zu übernehmen. Dies misslang jedoch. 1896 übernahm die Bute Docks Company den Glamorganshire Canal und den Aberdare Canal. Eine Fusion mit der Rhymney Railway schlug fehl. Im Jahr 1897 ließ die Bute Docks Company an der Cardiff Bay einen neuen Firmensitz errichten: das Pierhead Building.
Am 6. August 1897 änderte die Gesellschaft ihren Namen in Cardiff Railway. Die Gesellschaft besaß das Recht, mehrere Strecken zum Hafen Cardiff in die Stadt Cardiff zu bauen. Man errichtete jedoch nur die 11 Kilometer lange Bahnstrecke von Cardiff nach Pontypridd, da die Konkurrenz der TVR eine weitere Expansion verhinderte. Die Strecke wurde am 15. Mai 1909 für den Güterverkehr und am 1. März 1911 für den Personenverkehr in Betrieb genommen. 
Am 1. Januar 1922 übernahm die Great Western Railway die Gesellschaft.